# Parastereopsis borneensis
Parastereopsis borneensis é uma espécie de fungo pertencente à família Cantharellaceae.